# Лузянин, Владимир Ильич
Владимир Ильич Лузянин (18 апреля 1929, Нижний Новгород — 18 августа 2021) — генеральный директор ОАО «Гидромаш», Герой Социалистического Труда (1989).

## Биография
Родился 18 апреля 1929 года в Нижнем Новгороде. Окончил Горьковский авиационный техникум (1950) и политехнический институт (1958).
С 1950 г. работал на заводе «Гидромаш»: помощник мастера в цехе цилиндров, мастер, начальник эксплуатационно-ремонтного отдела. В 1958 в составе делегации Горьковского авиастроительного завода на два года уехал в Китай — курировать запуск производства самолёта МиГ-19. Вернувшись, продолжил работу на заводе в качестве начальника цеха сборки, начальника отдела технического контроля, с 1964 г. главный инженер, с 1969 г. директор.
С 1996 года президент, председатель совета директоров ОАО «Гидромаш».
Наладил выпуск шасси для тяжёлых транспортных самолётов «Руслан», «Мрия» и Ан-70, вертолетов Ми-8, Ми-24, Ми-26, Ка-26, Ка-50 и других.

## Награды
- Герой Социалистического Труда (1989), Лауреат Государственной премии СССР (1981)[2]
- Награждён двумя орденами Ленина (1974, 1989), орденом Трудового Красного Знамени (1976), орденом «Знак Почёта» (1966), орденом «За заслуги перед Отечеством» 3-й (2019) и 4-й степени (1996), орденом Александра Невского (4 декабря 2014)[4], медалями, Почётной грамотой Президента РФ (2009)[2]
- Почётный авиастроитель СССР[2]

## Память
В 2023 в Нижнем Новгороде на центральной площади завода «Гидромаш» открыт памятник Лузянину (скульптор Алексей Щитов).